# Sabbia
Sabbia je italská obec v provincii Vercelli v oblasti Piemont.
K 31. prosinci 2011 zde žilo 60 obyvatel.

## Sousední obce
Cravagliana, Valstrona (VB), Varallo